# استودنی کولودتس
استودنی کولودتس (انگلیسی: Studeny Kolodets) یک شهرک در بخش آلکسیفسکی استان بلگورود کشور روسیه است.